# Noni Madueke
Chukwunonso Tristan Madueke, mais conhecido como Noni Madueke (Barnet, 10 de março de 2002) é um futebolista inglês que atua como ponta-direita. Atualmente, defende o Arsenal.

## Carreira

### Tottenham
Nascido em Barnet, na Inglaterra, e descendente do povo Ibo, Madueke começou sua carreira no Tottenham Hotspur. Durante seu período na base do Tottenham, foi capitão da equipe sub-16 do clube.

### PSV Eindhoven
Aos 15 anos, se mudou para os Países Baixos para atuar no time sub-18 do PSV, em junho de 2018. Assinou por três anos com o clube neerlandês, tendo recusado uma proposta do Manchester United no processo. Em 26 de agosto de 2019, Madueke fez sua estreia pelo Jong PSV na Eerste Divisie, entrando aos 64 minutos do 2.º tempo, em uma derrota por 1–0 para o MVV Maastricht.
Depois de fazer sua estreia pelo time principal do PSV, em 19 de janeiro de 2020, num empate em 1–1 contra o VVV-Venlo, Madueke se tornou titular da equipe durante a temporada 2020–21. Seu primeiro gol pelo clube foi na vitória por 2–1 contra o Emmen, em 19 de setembro de 2020. Madueke terminou a temporada com sete gols na Eredivisie.
No dia 7 de agosto de 2021, Madueke marcou duas vezes na vitoria por 4–0 sobre o Ajax na Supercopa dos Países Baixos, ajudando seu time a ser campeão da competição e quebrar uma sequência invicta de 17 jogos do Ajax. Pelo clube neerlandês, Madueke atuou em 80 jogos, marcou 20 gols e distribuiu 14 assistências.

### Chelsea
Em 20 de janeiro de 2023, foi anunciado como novo reforço do Chelsea e assinou contrato por sete anos e meio com opção de renovação por mais um ano, com os valores da transferência girando em torno de 35 milhões de euros (38 milhões de reais). Madueke fez sua estreia pelos blues em 3 de fevereiro, no empate sem gols com o Fulham.
Seu primeiro gol foi marcado em 2 de maio, o único do Chelsea na derrota por 3–1 para o Arsenal no North West London Derby da 34ª rodada da Premier League.

### Arsenal
No dia 18 de julho de 2025, Madueke foi anunciado como reforço do Arsenal. De acordo com o jornalista Fabrizio Romano, o Arsenal pagou 50 milhões de libras (cerca de R$ 374,5 milhões) esterlinas ao Chelsea.

## Seleção Inglesa
Madueke já representou a seleção da Inglaterra nas categorias de base, marcando dois gols nas eliminatórias contra a seleção da Dinamarca sub-17, e foi integrante da seleção no Campeonato Europeu Sub-17 de 2017.
Madueke fez sua estreia no  na seleção Sub-18 como substituto, aos 70 minutos, durante a vitória por 3–2 sobre a seleção da Austrália, em 6 de setembro de 2019. Ele anotou seu primeiro gol na seleção Sub-18 na vitória por 2–0, sobre a seleção da Coreia do Sul, em 10 de setembro 2019.
Em 15 de março de 2021, Madueke recebeu sua primeira convocação para a seleção da Inglaterra Sub-21, como parte do elenco que disputou o Campeonato da Europeu Sub-21, de 2021. Fez sua estreia como titular no segundo jogo do grupo, em uma derrota por 2–0 para seleção de Portugal Sub-21, em 28 de março de 2021.

## Estilo de jogo
Ao assinar com o PSV, em junho de 2018, ele foi descrito pelo clube como "um meio-campista esquerdo criativo e fisicamente forte". O técnico de Madueke no PSV, Roger Schmidt, afirmou que Madueke era "capaz de ler as situações, chegar às posições certas e estar no lugar certo".

## Vida pessoal
Apesar de nascido na Inglaterra, os pais de Madueke são nigerianos, o que o fez ser elegível para representar os dois países.

## Estatísticas
Atualizadas até 3 de maio de 2023.[carece de fontes?]

### Clubes
| Clubes            | Temporada         | Campeonato Nacional | Campeonato Nacional | Campeonato Nacional | Copa Nacional | Copa Nacional | Copa Nacional | Competição continental | Competição continental | Competição continental | Outros torneios | Outros torneios | Outros torneios | Total | Total | Total   |
| Clubes            | Temporada         | Jogos               | Gols                | Assist.             | Jogos         | Gols          | Assist.       | Jogos                  | Gols                   | Assist.                | Jogos           | Gols            | Assist.         | Jogos | Gols  | Assist. |
| ----------------- | ----------------- | ------------------- | ------------------- | ------------------- | ------------- | ------------- | ------------- | ---------------------- | ---------------------- | ---------------------- | --------------- | --------------- | --------------- | ----- | ----- | ------- |
| Jong PSV          | 2019–20           | 6                   | 4                   | 1                   | —             | —             | —             | —                      | —                      | —                      | —               | —               | —               | 6     | 4     | 1       |
| Jong PSV          | Total             | 6                   | 4                   | 1                   | 0             | 0             | 0             | 0                      | 0                      | 0                      | 0               | 0               | 0               | 6     | 4     | 1       |
| PSV Eindhoven     | 2019–20           | 4                   | 0                   | 0                   | 0             | 0             | 0             | 0                      | 0                      | 0                      | —               | —               | —               | 4     | 0     | 0       |
| PSV Eindhoven     | 2020–21           | 24                  | 7                   | 6                   | 1             | 1             | 0             | 7                      | 1                      | 2                      | —               | —               | —               | 32    | 9     | 8       |
| PSV Eindhoven     | 2021–22           | 18                  | 3                   | 3                   | 2             | 1             | 1             | 14                     | 3                      | 2                      | 1               | 2               | 0               | 35    | 9     | 6       |
| PSV Eindhoven     | 2022–23           | 5                   | 1                   | 1                   | 3             | 1             | 1             | 1                      | 0                      | 0                      | —               | —               | —               | 9     | 2     | 0       |
| PSV Eindhoven     | Total             | 32                  | 11                  | 10                  | 6             | 3             | 2             | 22                     | 4                      | 4                      | 1               | 2               | 0               | 80    | 20    | 14      |
| Chelsea           | 2022–23           | 7                   | 1                   | 0                   | —             | —             | —             | —                      | —                      | —                      | —               | —               | —               | 7     | 1     | 0       |
| Chelsea           | Total             | 7                   | 1                   | 0                   | 0             | 0             | 0             | 0                      | 0                      | 0                      | 0               | 0               | 0               | 7     | 1     | 0       |
| Total na carreira | Total na carreira | 45                  | 16                  | 11                  | 6             | 3             | 2             | 22                     | 4                      | 4                      | 1               | 2               | 0               | 93    | 25    | 15      |

- a. ^ Jogos da Copa dos Países Baixos
- b. ^ Jogos da Liga dos Campeões, Liga Europa e Liga Conferência
- c. ^ Jogos da Supercopa dos Países Baixos

## Títulos
PSV Eindhoven
- Supercopa dos Países Baixos: 2021
- Copa dos Países Baixos: 2021–22

Chelsea
- Liga Conferência da UEFA: 2024–25[18]
- Copa do Mundo de Clubes: 2025